# Equus quagga
La cebra de llanura, de sabana, de planicie o simplemente común (Equus quagga), es el tipo más común y extendido de cebra. Es propia de las llanuras y sabanas desde el sur de Etiopía a lo largo del África oriental, y tan al sur como Angola y la parte oriental de Sudáfrica. La cebra de la llanura es hoy menos numerosa de lo que fue en el pasado debido a las actividades humanas, tales como la caza (por su carne y cuero), y la reducción de su hábitat, pero aún es común en ciertas reservas.

## Características
La cebra de la llanura es de tamaño mediano, cuerpo ancho y patas relativamente cortas. Los adultos de ambos sexos tienen una altura de 1,5 metros y una longitud de unos 2,5 metros de largo; pesan unos 385 kg. Igual que las demás cebras, sus cuerpos están cubiertos por franjas negras y blancas, y dos individuos nunca lucen idénticamente iguales. Actualmente, se reconocen seis subespecies, una ya desaparecida. Todas tienen franjas verticales en la parte delantera del cuerpo, las cuales luego se tornan horizontales según se acercan a la parte posterior. Las especies norteñas tienen franjas más estrechas y definidas; las poblaciones del sur tienen un número más variado, pero menor, de franjas en la parte baja del cuerpo, las patas y la parte trasera. La primera subespecie en ser descrita, la cuaga, que ya se ha extinguido, tenía la parte posterior de color marrón, sin franjas.

## Comportamiento

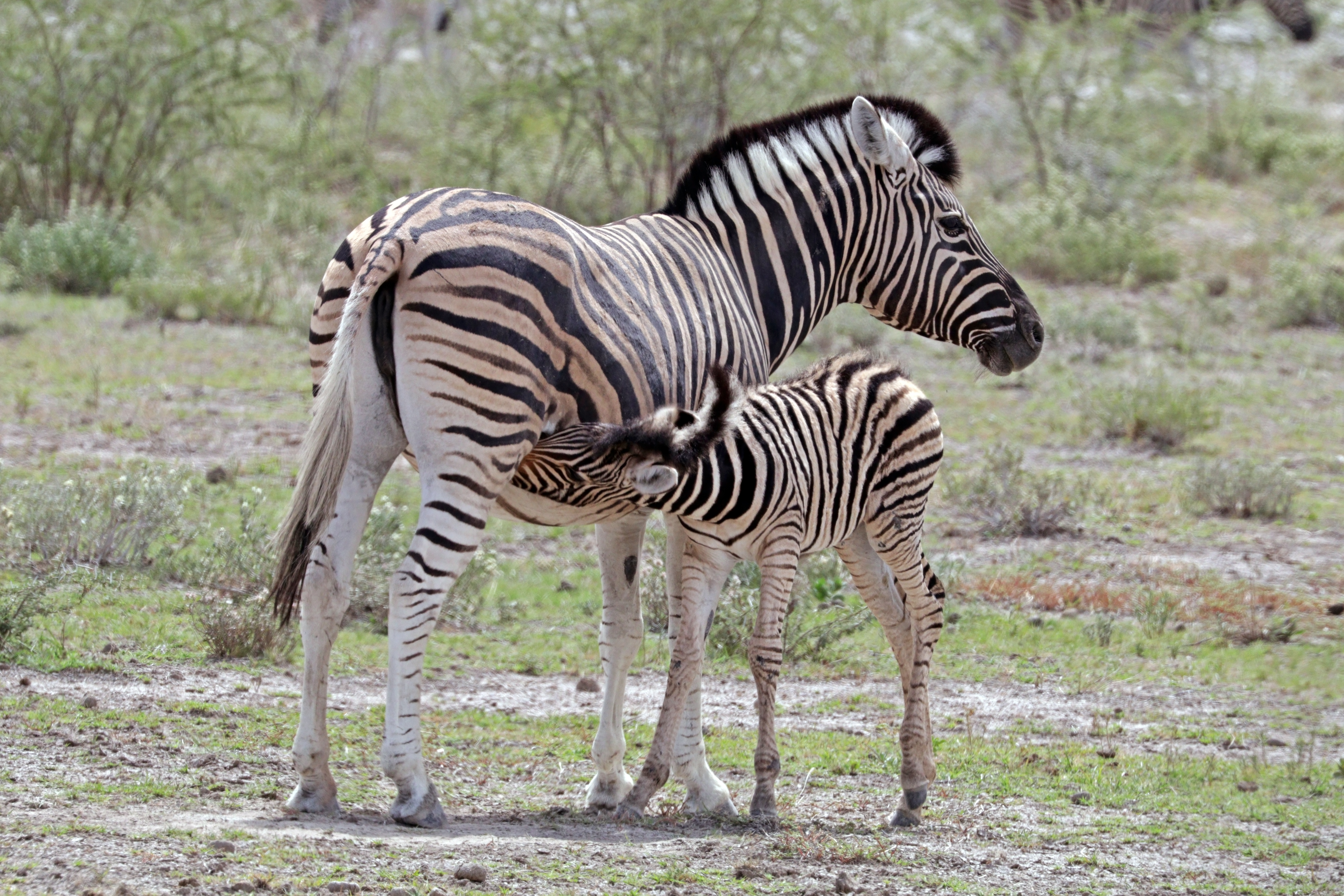
Cebra de Burchell (Equus quagga burchellii) mamando, Parque Nacional de Etosha, Namibia

Las cebras de la llanura son muy sociables y comúnmente viven en pequeños grupos compuestos por un solo macho y una, dos o varias hembras con sus crías. Estos grupos son permanentes, y tienden a variar según el hábitat: en campos pobres, los grupos suelen ser pequeños. De vez en cuando, familias de cebras de la llanura se agrupan en grandes manadas de cebras y otras especies, especialmente el ñu y otros antílopes.

### Alimentación
A diferencia de la mayoría de los ungulados de África, las cebras de la llanura prefieren, pero no requieren, hierba de poca altura para pastar. Consecuentemente, se extienden más que otras especies (por tener más campo), incluso en regiones boscosas. Frecuentemente, son las primeras especies en aparecer en zonas con abundante vegetación. Sólo después de que las cebras han consumido y pisoteado los pastos altos, aparecen los antílopes y las gacelas. No obstante, para protegerse de los depredadores, las cebras de la llanura se retiran a áreas abiertas donde tienen buena visibilidad en la noche, y se turnan los momentos de guardia. Las cebras se alimentan de una gran variedad de hierbas, aunque prefieren las tiernas y jóvenes si las hay disponibles; también comen hojas y tallos de vez en cuando.

## Subespecies
Se reconocen las siguientes:
- Equus quagga quagga Boddaert, 1785 †
- Equus quagga burchelli Gray, 1824
- Equus quagga boehmi Matschie, 1892
- Equus quagga chapmani Layard, 1865
- Equus quagga borensis Lönnberg, 1921
- Equus quagga crawshayi De Winton, 1896
- Equus quagga selousi Pocock, 1897